# Interessato al trattamento dei dati personali
Per interessato al trattamento dei dati personali il Codice della privacy (art. 4 D.Lgs. 196/03)) intende la persona fisica cui si riferiscono i dati personali.
Inizialmente erano inclusi nella definizione anche le persone giuridiche, gli enti e le associazioni, ma l'art. 40, comma 2, lett. b), del decreto legge 6 dicembre 2011, n. 201, convertito, con modificazioni, dalla legge 22 dicembre 2011, n. 214 ha radicalmente modificato il concetto. 

## I diritti dell'interessato
Il titolo II della parte I (“Disposizioni generali”) del Codice della privacy (artt. 7-10) regola i diritti dell'interessato.
In base all'art. 7 (“Diritto di accesso ai dati personali ed altri diritti”), comma 1, del provvedimento, l'interessato ha dunque, innanzitutto, diritto di ottenere la conferma dell'esistenza o meno di dati personali che lo riguardano, anche se non ancora registrati, e la loro comunicazione in forma intelligibile.
L'interessato ha inoltre diritto di ottenere l'indicazione (art. 7, comma 2):
a) dell'origine dei dati personali che lo riguardano;
b) delle finalità e modalità del trattamento;
c) della logica applicata in caso di trattamento effettuato con l'ausilio di strumenti elettronici;
d) degli estremi identificativi del titolare, dei responsabili e del rappresentante designato ai sensi dell'art. 5, comma 2;
e) dei soggetti o delle categorie di soggetti ai quali i dati personali possono essere comunicati o che possono venirne a conoscenza in qualità di rappresentante designato nel territorio dello Stato, di responsabili o incaricati.
L'interessato ha altresì diritto di ottenere:
a) l'aggiornamento, la rettificazione ovvero, quando vi ha interesse, l'integrazione dei dati;
b) la cancellazione, la trasformazione in forma anonima o il blocco dei dati personali trattati in violazione di legge, compresi quelli di cui non è necessaria la conservazione in relazione agli scopi per i quali i dati sono stati raccolti o successivamente trattati;
c) l'attestazione che le operazioni di cui alle precedenti lettere a) e b) sono state portate a conoscenza, anche per quanto riguarda il loro contenuto, di coloro ai quali i dati sono stati comunicati o diffusi, eccettuato il caso in cui tale adempimento si rivela impossibile o comporta un impiego di mezzi manifestamente sproporzionato rispetto al diritto tutelato.
L'interessato ha, infine, diritto di opporsi, in tutto o in parte:
a) per motivi legittimi al trattamento dei dati personali che lo riguardano, ancorché pertinenti allo scopo della raccolta;
b) al trattamento di dati personali che lo riguardano a fini di invio di materiale pubblicitario o di vendita diretta o per il compimento di ricerche di mercato o di comunicazione commerciale.

### Esercizio dei diritti
I successivi articoli del Codice regolano poi l'esercizio dei diritti riconosciuti dall'art. 7.
Secondo quanto previsto dall'art. 8 (“Esercizio dei diritti”), dunque, i diritti di cui sopra sono esercitati con richiesta rivolta senza formalità al titolare o al responsabile del trattamento, anche per il tramite di un incaricato, alla quale è fornito idoneo riscontro senza ritardo.
D'altra parte, i diritti di cui all'art. 7 non possono essere esercitati con richiesta al titolare o al responsabile o con ricorso al Garante per la protezione dei dati personali ai sensi dell'art. 145 del Codice, se i trattamenti di dati personali sono effettuati nei casi elencati dal secondo comma dell'art. 8.
L'esercizio dei diritti, quando non riguarda dati di carattere oggettivo, può avere luogo salvo che concerne la rettificazione o l'integrazione di dati personali di tipo valutativo, relativi a giudizi, opinioni o ad altri apprezzamenti di tipo soggettivo, nonché l'indicazione di condotte da tenersi o di decisioni in via di assunzione da parte del titolare del trattamento.
L'art. 9 (“Modalità di esercizio”) del Codice prevede che la richiesta rivolta al titolare o al responsabile, di cui si è appena detto, possa essere trasmessa anche mediante lettera raccomandata, telefax o posta elettronica. Il Garante può d'altra parte individuare altro idoneo sistema in riferimento a nuove soluzioni tecnologiche.
Quando riguarda l'esercizio dei diritti di cui all'art. 7, commi 1 e 2, sopra esaminati, la richiesta può essere formulata anche oralmente e in tal caso è annotata sinteticamente a cura dell'incaricato o del responsabile.
Nell'esercizio dei diritti di cui all'art. 7, l'interessato può conferire, per iscritto, delega o procura a persone fisiche, enti, associazioni od organismi. L'interessato può, altresì, farsi assistere da una persona di fiducia.
L'identità dell'interessato deve essere verificata sulla base di idonei elementi di valutazione, anche mediante atti o documenti disponibili o esibizione o allegazione di copia di un documento di riconoscimento. Se l'interessato è una persona giuridica, un ente o un'associazione, la richiesta è avanzata dalla persona fisica legittimata in base ai rispettivi statuti od ordinamenti.
La richiesta di cui all'art. 7, commi 1 e 2, sopra esaminati, deve essere formulata liberamente e senza costrizioni e può essere rinnovata, salva l'esistenza di giustificati motivi, con intervallo non minore di novanta giorni.
Al fine di garantire l'effettivo esercizio dei diritti di cui all'art. 7, il titolare del trattamento è tenuto ad adottare idonee misure volte, in particolare (art. 10, comma 1):
a) ad agevolare l'accesso ai dati personali da parte dell'interessato, anche attraverso l'impiego di appositi  programmi per elaboratore finalizzati ad un'accurata selezione dei dati che riguardano singoli interessati identificati o identificabili;
b) a semplificare le modalità e a ridurre i tempi per il riscontro al richiedente, anche nell'ambito di uffici o servizi preposti alle relazioni con il pubblico.
I dati sono estratti a cura del responsabile o degli incaricati e possono essere comunicati al richiedente anche oralmente, ovvero offerti in visione mediante strumenti elettronici, sempre che in tali casi la comprensione dei dati sia agevole, considerata anche la qualità e la quantità delle informazioni. Se vi è richiesta, si provvede alla trasposizione dei dati su supporto cartaceo o informatico, ovvero alla loro trasmissione per via telematica.
Salvo che la richiesta sia riferita ad un particolare trattamento o a specifici dati personali o categorie di dati personali, il riscontro all'interessato deve comprendere tutti i dati personali che riguardano l'interessato comunque trattati dal titolare.